# Livre des péricopes d'Henri II

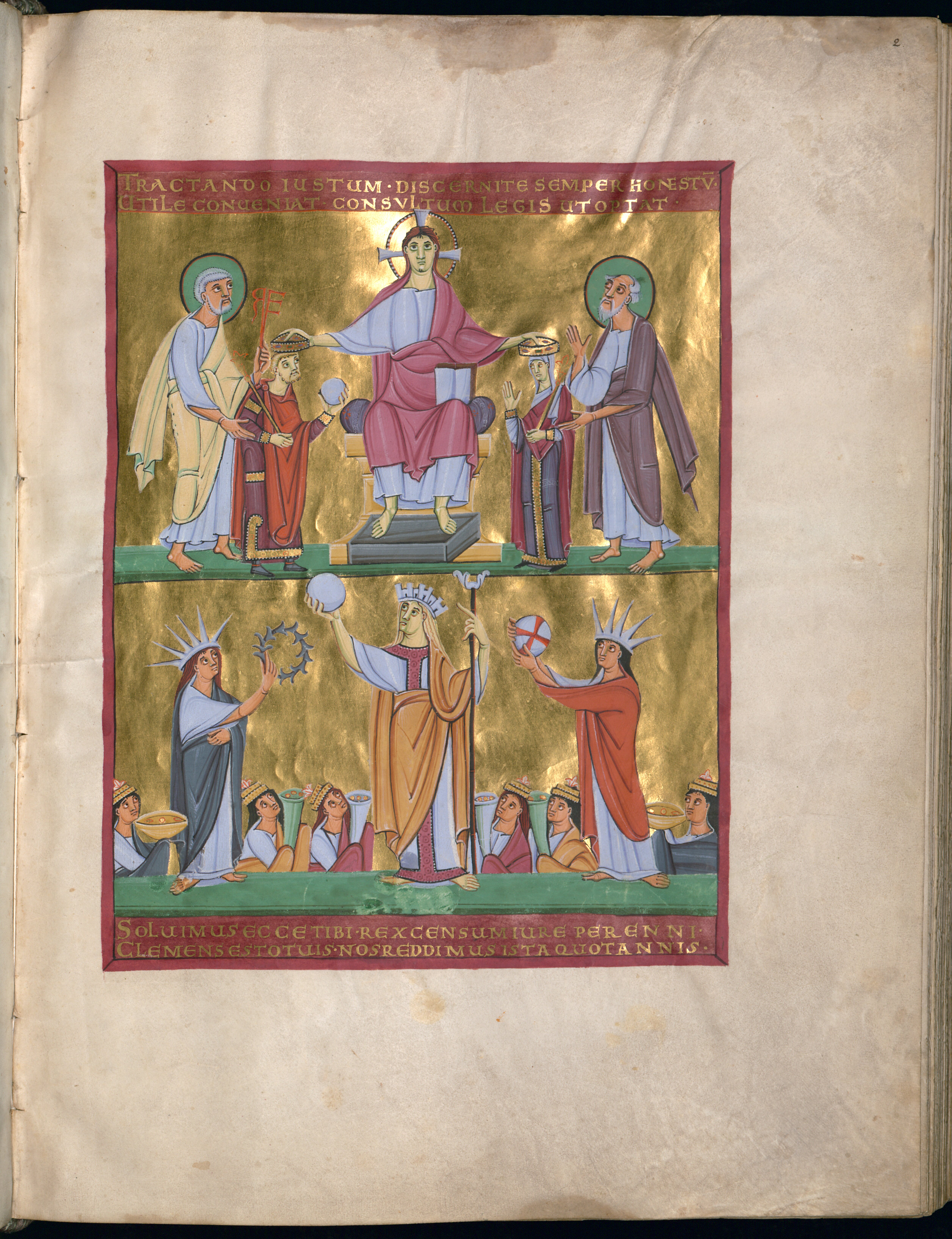
Minature de dédicace, avec Henri II et l'impératrice Cunégonde, inclinés devant le Christ trônant.

Le Livre des  péricopes d'Henri II  est un manuscrit enluminé du Moyen Âge réalisé pour l'empereur Henri II vers 1002-1012. Il est conservé à Munich à la Bayerische Staatsbibliothek (cote Clm 4452).

## Description et historique

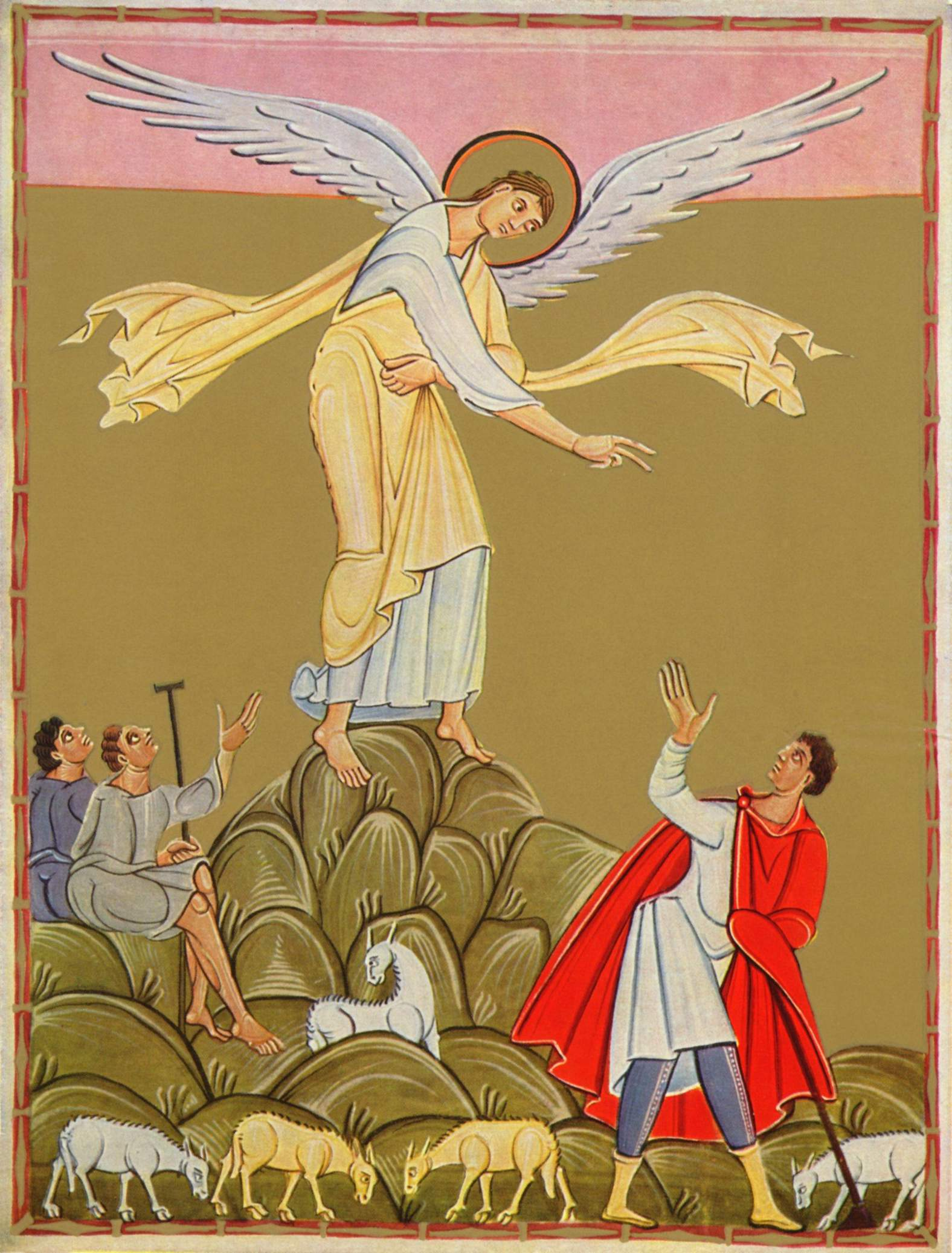
LAnnonce faite aux bergers

Ce manuscrit a été conçu et composé dans le cadre du scriptorium de l'abbaye de Reichenau entre l'an 1007 et l'an 1012 pour l'empereur Henri le Saint et l'impératrice Cunégonde. On lui donne parfois le titre de livre de péricopes parce qu'il s'agit d'un évangéliaire liturgique qui  contient seulement les péricopes  ou passages des  évangiles destinés à être proclamés au cours de la liturgie par le diacre ou le célébrant.  
Il possède une reliure ornée d'or et d'ivoire et contient dix pages ornementales, cent quarante-huit lettrines historiées et vingt-huit miniatures de pleine page. La miniature de dédicace présente en haut le Christ trônant et couronnant l'empereur et l'impératrice présentés pour l'un par saint Pierre et pour l'autre par saint Paul. Le registre inférieur de la miniature montre les allégories de Rome, de la Gaule et de la Germanie. Les autres miniatures figurent les Évangélistes et vingt-trois scènes du Nouveau Testament. Elles sont représentés par des miniatures de pleine page, à l'exception de deux scènes illustrées en double page. Ce sont l'Adoration des mages et les Saintes femmes au tombeau.
La visite des saintes femmes au tombeau montre sur la plage de verso les trois femmes portant leurs vases d'onguents, et sur celle de recto le sépulcre ouvert avec l'ange vêtu d'une tunique blanche et d'une toge dorée assis sur le couvercle du sarcophage vert. Il bénit les femmes dont l'émotion est rendue par leurs vêtements de couleur agités par le vent. L'intensité dramatique de la scène est accentuée par le fond de feuille d'or de la miniature qui isole les personnages.
Ce manuscrit a été inscrit à la liste du patrimoine mondial de l'Unesco en 2003, avec neuf autres manuscrits de l'abbaye de Reichenau.

## Source
- (it) Cet article est partiellement ou en totalité issu de l’article de Wikipédia en italien intitulé « Libro della pericope di Enrico II » (voir la liste des auteurs).